# 鼓動 (藍井エイルの曲)
「鼓動」（こどう）は、藍井エイルの19枚目のシングル。2021年6月16日にリリースされた。

## 概要
｢I will...｣より、1年振りとなる2021年第1弾シングル。アニメ｢バック・アロウ（英語表記：BACK ARROW）｣の曲。

## シングル収録内容
通常盤・初回生産限定盤
1. 鼓動
  - 作詞：Eir 作曲：山田竜平
2. Contradiction
  - 作詞：Eir・重永亮介 作曲：重永亮介
3. 鼓動 -Acoustic ver.-
4. 鼓動（Instrumental）

DVD (初回生産限定盤のみ）
1. 鼓動（MV）

期間生産限定盤
1. 鼓動
2. Contradiction
3. 鼓動 -Acoustic ver.-
4. 鼓動（TV size）

DVD
1. TVアニメ「バック・アロウ」第2クール ノンクレジットオープニングムービー